# Герман (Міннесота)
Герман (англ. Herman) — місто (англ. city) в США, в окрузі Грант штату Міннесота. Населення — 384 особи (2020).

## Географія
Герман розташований за координатами 45°48′37″ пн. ш. 96°8′27″ зх. д. / 45.81028° пн. ш. 96.14083° зх. д. (45.810368, -96.140945).  За даними Бюро перепису населення США в 2010 році місто мало площу 2,78 км², уся площа — суходіл.

## Демографія
Згідно з переписом 2010 року, у місті мешкало 437 осіб у 216 домогосподарствах у складі 114 родин. Густота населення становила 157 осіб/км².  Було 254 помешкання (91/км²).
Расовий склад населення:
| - 98,4 % — білих - 0,5 % — чорних або афроамериканців - 0,2 % — азіатів |

До двох чи більше рас належало 0,9 %. Частка іспаномовних становила 0,5 % від усіх жителів.
За віковим діапазоном населення розподілялося таким чином: 21,7 % — особи молодші 18 років, 53,8 % — особи у віці 18—64 років, 24,5 % — особи у віці 65 років та старші. Медіана віку мешканця становила 48,4 року. На 100 осіб жіночої статі у місті припадало 86,8 чоловіків;  на 100 жінок у віці від 18 років та старших — 89,0 чоловіків також старших 18 років.
Середній дохід на одне домашнє господарство  становив 63 221 долар США (медіана — 40 500), а середній дохід на одну сім'ю — 83 757 доларів (медіана — 46 111). Медіана доходів становила 50 694 долари для чоловіків та 35 750 доларів для жінок. За межею бідності перебувало 15,4 % осіб, у тому числі 23,5 % дітей у віці до 18 років та 8,2 % осіб у віці 65 років та старших.
Цивільне працевлаштоване населення становило 180 осіб. Основні галузі зайнятості: освіта, охорона здоров'я та соціальна допомога — 29,4 %, роздрібна торгівля — 12,2 %, фінанси, страхування та нерухомість — 11,1 %.